# Luftfederung
Die Luftfederung ist ein Federungssystem, das die Kompressibilität von Gasen, insbesondere von Luft ausnutzt. Ein einfaches Beispiel ist die Luftmatratze, ein komplexeres sind die zur Fahrzeugfederung verwendeten Systeme.

## Bauarten

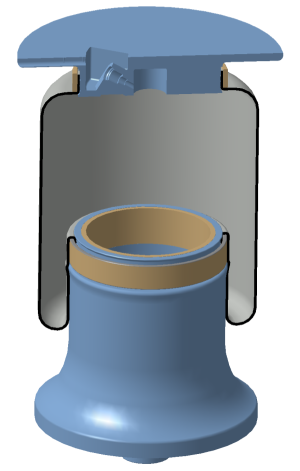
Luftfeder, geschnitten
mit Schlauchrollbalg

Luftfedern in Straßenfahrzeugen werden in zwei Formen gebaut.
Luftfeder mit konstantem Volumen in RegellageHier ist die Luft typischerweise in einem Rollbalg eingeschlossen, der mit weiteren Beschlagteilen wie Deckel und Abrollkolben luftdicht verbunden ist. Der Rollbalg ist über den Kolben gestülpt und rollt unter Druck auf diesem ab. Die Luftfeder wird durch einen Kompressor mit Druckluft versorgt. Abhängig von der Beladung wird Luft zu- oder abgepumpt, um das Füllvolumen und somit die Niveaulage des Fahrzeugs konstant zu halten. In Schienenfahrzeugen gibt es unterschiedliche Bauformen wie Gürtelbälge oder Halbrollbälge. Der Balg ist hier auf eine Gummifeder, der sogenannten Notfeder, aufgesetzt, die bei Ausfall der Luftfederung noch eine gewisse Federwirkung gewährleistet. Den höchsten Komfortgewinn erzielt die Luftfeder in Verbindung mit einem adaptiven Dämpfungssystem. Das Druckniveau liegt in Normallage bei ca. 5 bis 12 bar, bei dynamischer Einfederung bei ca. 10 bis 20 bar, abhängig von der Beladung.
Gasfedern mit konstanter GasmasseHier wird eine bestimmte Gasmasse in einem Federelement eingeschlossen. Mit steigender Beladung nimmt das Volumen ab, und die Federung wird steifer. Durch eine zusätzliche hydraulische Regelung wird bei der Hydropneumatik von Citroën ein Niveauausgleich erreicht. Bei der Hydragasfederung von Leyland sind die Gasfedern jeder Seite durch die Hydraulik verbunden und parallel geschaltet.

## Vorteile
Bei Fahrzeugen kommen folgende Vorteile im Vergleich mit metallischen Federn zum Tragen:
- Feinfühliges Ansprechen, da fast keine Eigendämpfung.
- Vorwählbare und/oder elektronische Luftfederung/automatisch einstellbare Vorspannung: Dadurch kann die Höhe des Fahrzeugkörpers eingestellt, bzw. unabhängig von der Zuladung gehalten werden (Niveauregulierung). Zu beachten ist allerdings, dass die Federung bei großer Last härter wird. Bei Bussen ist es üblich, den Fahrzeugkörper für erleichtertes Ein- und Aussteigen durch Entleeren der Federbälge auf der Seite der Türen zeitweise erheblich abzusenken (Kneeling). Der Fahrzeugkörper stützt sich dann auf mechanische Notlauffedern, die für den Fall, dass der Luftdruck ausfällt, nötig sind.

## Personenwagen
Die Cowles-MacDowell Pneumobile Company aus den USA stellte bereits zwischen 1914 und 1915 Pkw mit Luftfederung her.

### Allgemeines
Im Pkw-Bau ist Luftfederung (Stand 2008) ein klares Oberklassen-Kennzeichen und wurde bereits seit Mitte der 1950er-Jahre bei manchen Fahrzeugtypen, beispielsweise Cadillac Eldorado Brougham beim Borgward P 100, beim Mercedes-Benz 300 SEL und beim Mercedes-Benz 600 eingesetzt. Hingegen wurde Luftfederung bisher aufgrund ihres Bauaufwandes nicht auf breiter Front eingesetzt.
Im Pkw-Bau ist neben der einfachen und preiswerten Stahlfederung (für weit über 95 % der Fahrzeuge) auch die Hydropneumatik zeitweise verbreitet gewesen. Diese ist eine Entwicklung von Citroën und war typisches Merkmal der mittleren und großen Limousinen des Herstellers (DS, SM, GS, CX, BX, Xantia, XM, C5, C6), wurde jedoch in Lizenz auch beim Mercedes-Benz 450 SEL 6.9, bei den Modellen 500 SEL und 560 SEL der Baureihe W126 (V126) und beim Rolls-Royce Silver Shadow eingebaut, beim Silver Shadow jedoch nur als Niveauregulierung, die die Stahlfederung ergänzte.
Die erste elektronisch geregelte semi-aktive Radaufhängung gab es 1986 in Kombination mit Luftfederung im Toyota Soarer und ab 1989 in Toyota Celsior (Lexus LS): Toyota Electronic Modulated Suspension (TEMS, aktuelle Bezeichnung: Adaptive Variable Suspension).
In der S-Klasse von Mercedes-Benz wird die Airmatic genannte elektronisch geregelte Luftfederung seit 1998 serienmäßig eingesetzt, mit Ausnahme des Topmodells S 600, welches mit dem sogenannten Active-Body-Control-Fahrwerk ausgestattet ist. Dies ist ein aktives Fahrwerk, das auf einer konventionellen Stahlfederung mit speziellen Hydraulik-Elementen beruht. Das ABC-Fahrwerk ist in technischer Hinsicht der Luftfederung aufgrund der schnellen Reaktionszeiten in allen Fahrsituationen überlegen. Luftfederungen sind auf Stabilisatoren für die Abstützung der Karosserie bei Kurvenfahrt (Erhöhung der Wankfederrate) angewiesen, auf die beim ABC-Fahrwerk verzichtet werden kann.
Seit einiger Zeit nimmt der Anteil von Pkw der Oberen Mittelklasse und Oberklasse mit serienmäßiger oder optionaler Luftfederung zu. Beispielsweise kann auch im Gelände das Niveau erhöht oder auf der Autobahn abgesenkt werden, wodurch sich der Luftwiderstand verringert.

### Frühere Pkw mit Luftfederung
(Auswahl)
- Audi Allroad A6 C5 (serienmäßig)
- Austin Maxi (Hydragas)
- Austin Allegro
- Austin Metro
- MG F
- Borgward P 100 (serienmäßig)
- Cadillac Coupe DeVille (1965–1971)
- Cadillac Eldorado Brougham (serienmäßig)
- Mercedes-Benz 600 (W 100) (serienmäßig)
- Mercedes-Benz 300 SEL (W 109) (serienmäßig)
- Mercedes-Benz 300 SE (W 112) (serienmäßig)
- Mercedes-Benz V-Klasse (Hinterachse)
- Mitsubishi Galant E33 Gti 16V 2WD (Serienmäßig)
- Mitsubishi Sigma 3,0 V6 24V (serienmäßig)
- Subaru L-Serie (optional)
- Subaru Legacy GX 2.5 (1996–1998)
- Subaru XT (serienmäßig)
- VW Phaeton (serienmäßig)

### Aktuelle Pkw mit Luftfederung
(Stand ab 2013, Auswahl)
- Audi
  - Audi Q5 FY (optional, ab BJ 2017)
  - A6 (optional, Serie im A6 Allroad Quattro)
  - A7 (optional)
  - Q7 (optional, Serie für die Achtzylinder-Diesel)
  - A8 (serienmäßig)
- Bentley
  - Continental GT (serienmäßig)
  - Continental GTC (serienmäßig)
  - Continental Flying Spur (serienmäßig)
  - Mulsanne (serienmäßig)
- BMW
  - 5er Touring (serienmäßig an der Hinterachse)
  - 6er GT (serienmäßig an der Hinterachse, optional an der Vorderachse)
  - 7er (serienmäßig)
  - X5 (optional an der Hinterachse, Serie für den Achtzylinder)
  - X6 (optional an der Hinterachse, Serie für den Achtzylinder)
  - X7 (optional)
  - BMW iX (serienmäßig)
  - i7 (serienmäßig)
- Citroën
  - Grand C4 Picasso (optional an der Hinterachse)
- Jaguar
  - Jaguar XJ (XJ8, XJR und Jaguar X350 (Daimler Super V8) serienmäßig beide Achsen, BJ. 2003 4 Sensoren, danach 3 Sensoren)
- Jeep
  - Grand Cherokee (optional)
- Land Rover
  - Discovery 4 (Serie ab Modellvariante SE)
  - Range Rover Sport (serienmäßig)
  - Range Rover (serienmäßig)
- Lexus
  - LS (serienmäßig)[3]
- Maybach und Mercedes-Benz
  - Maybach 57 und 62 (serienmäßig)
  - C-Klasse (optional)
  - E-Klasse (optional, Serie für die Achtzylinder und an der Hinterachse der T-Modelle)
  - CLS (optional, Serie für die Achtzylinder)
  - R-Klasse (optional)
  - GLE (optional)
  - GL (serienmäßig)
  - S-Klasse (serienmäßig, S 600 und AMG-Modelle jedoch mit Active-Body-Control-Fahrwerk)
  - S-Klasse Coupe (serienmäßig in Verbindung mit Allradantrieb, sonst Active-Body-Control-Fahrwerk)
- Porsche
  - Cayenne (optional, serienmäßig beim Cayenne Turbo)
  - Panamera (optional, serienmäßig beim Panamera Turbo)
  - Macan (optional, serienmäßig beim Macan Turbo)
  - Taycan (optional, serienmäßig beim Taycan 4S und Turbo)[4]
- Nio ab 2018
  - Nio ES8 (serienmäßig, seit 2018)
  - Nio ET7 (serienmäßig, seit 2022)
- Rolls-Royce
  - Ghost (serienmäßig)
  - Phantom (serienmäßig)
  - Phantom Coupé (serienmäßig)
  - Phantom Drophead Coupé (serienmäßig)
- Tesla
  - Model S (optional,[5][6] seit Sommer 2017 serienmäßig)
  - Model X (optional, seit Herbst 2016 serienmäßig)
- VW
  - Touareg (optional, Serie für den Achtzylinder)
- Volvo ab 2015
  - XC 90 (optional)
  - S 90 (optional an der Hinterachse)
  - V 90 (optional an der Hinterachse)
- Voyah ab 2021
  - Voyah Free
  - Voyah Zhuigang

### Luftfahrwerke zum Nachrüsten
Seit einigen Jahren gibt es Firmen, die sich auf „Luftfahrwerke“ für den nachträglichen Einbau in Serienfahrzeuge spezialisiert haben. Hierbei gibt es Vollluftfederungen, welche die komplette Federung übernehmen, für Showzwecke werden diese auch als Airride bezeichnet, oder Systeme, welche die serienmäßig vorhandene Federung unterstützen. Hierdurch werden der Fahrkomfort und die Sicherheit verbessert. Bei diesen Systemen kommen meist Federbälge aus Polyurethan zum Einsatz.
Der Luftdruck kann hier entweder mit einem handelsüblichen Reifenfüllgerät oder über einen nachgerüsteten Kompressor verändert werden.

## Nutzfahrzeuge, Omnibusse

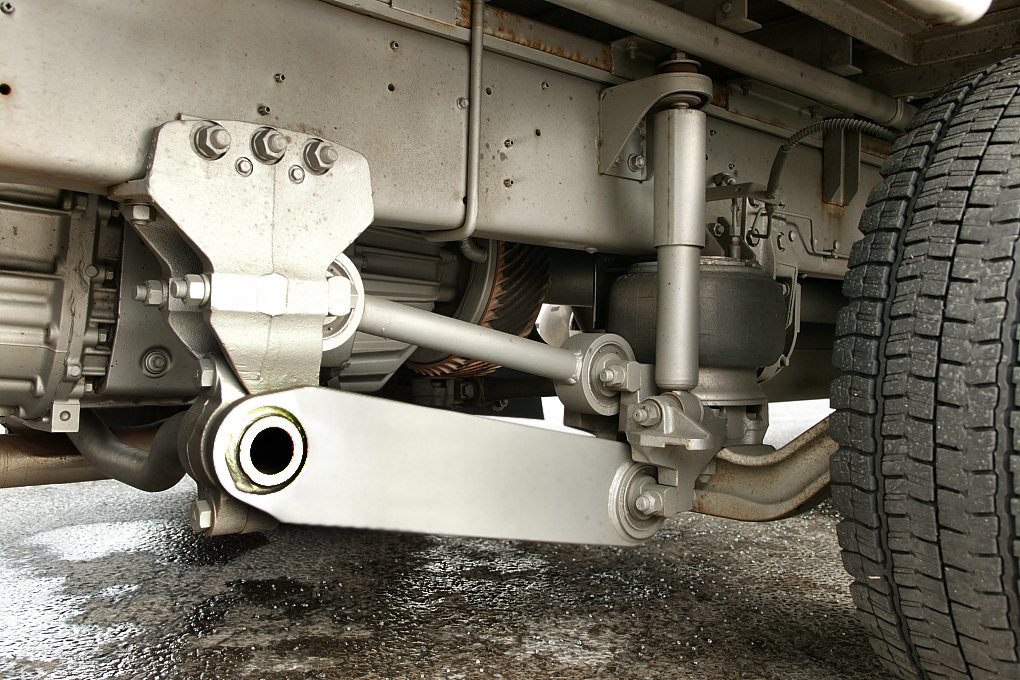
Lkw-Luftfederung (schwarzer Gummibalg)

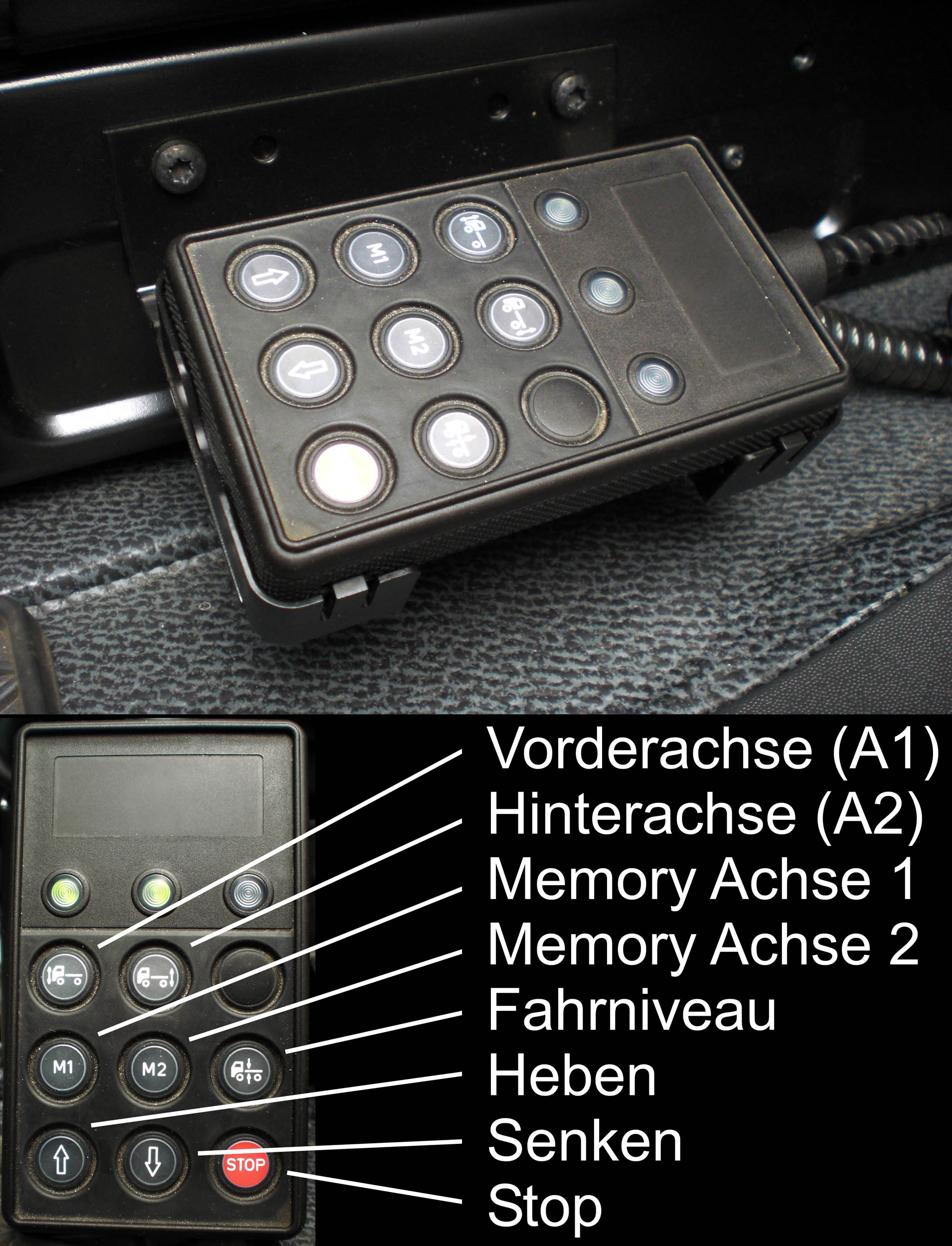
Fernbedienung einer Lkw-Luftfederung

### Allgemeines
Auch bei Nutzfahrzeugen kommt die Luftfederung zum Einsatz, zum Beispiel bei Omnibussen. Dort kann sie in vielen modernen Busmodellen zum leichteren Ein- und Aussteigen das Fahrzeug zum Bordstein neigen (Kneeling). Ein weiteres Einsatzgebiet der Luftfederung sind Lkw, ein früher Vertreter war der 1965 präsentierte Berliet Stradair. Inzwischen wird in Europa fast die Hälfte aller Nutzfahrzeuge mit Luftfederung ausgestattet. Mit Hilfe der Niveauregulierung lässt sich beispielsweise ein Sattelauflieger einfach und unkompliziert ab- und aufsatteln.

### Aktuelle Nutzfahrzeuge mit Luftfederung
(Stand 2007, Auswahl)
- Fiat Scudo (optional)
- Scania (optional)
- Mercedes-Benz-Lkw (optional)
- Volvo Trucks (optional)
- Iveco (optional)
- MAN Truck & Bus (optional)
- DAF (Automobile) (optional)
- Renault Trucks (optional)

Mittlerweile bietet nahezu jeder Nutzfahrzeughersteller eine Luftfederung an.

## Eisenbahn

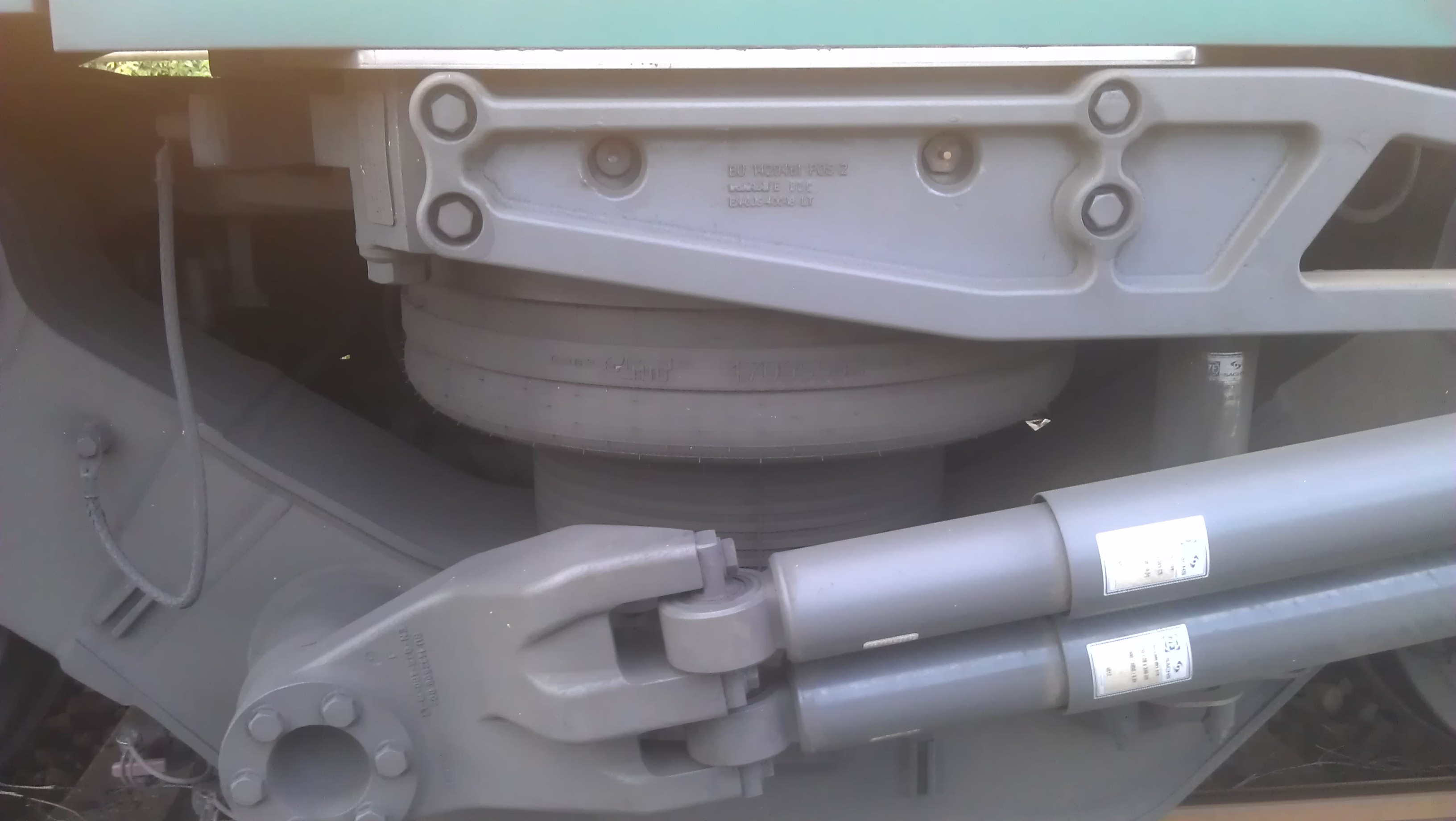
Luftfederung an einem Triebzug vom Typ Stadler KISS

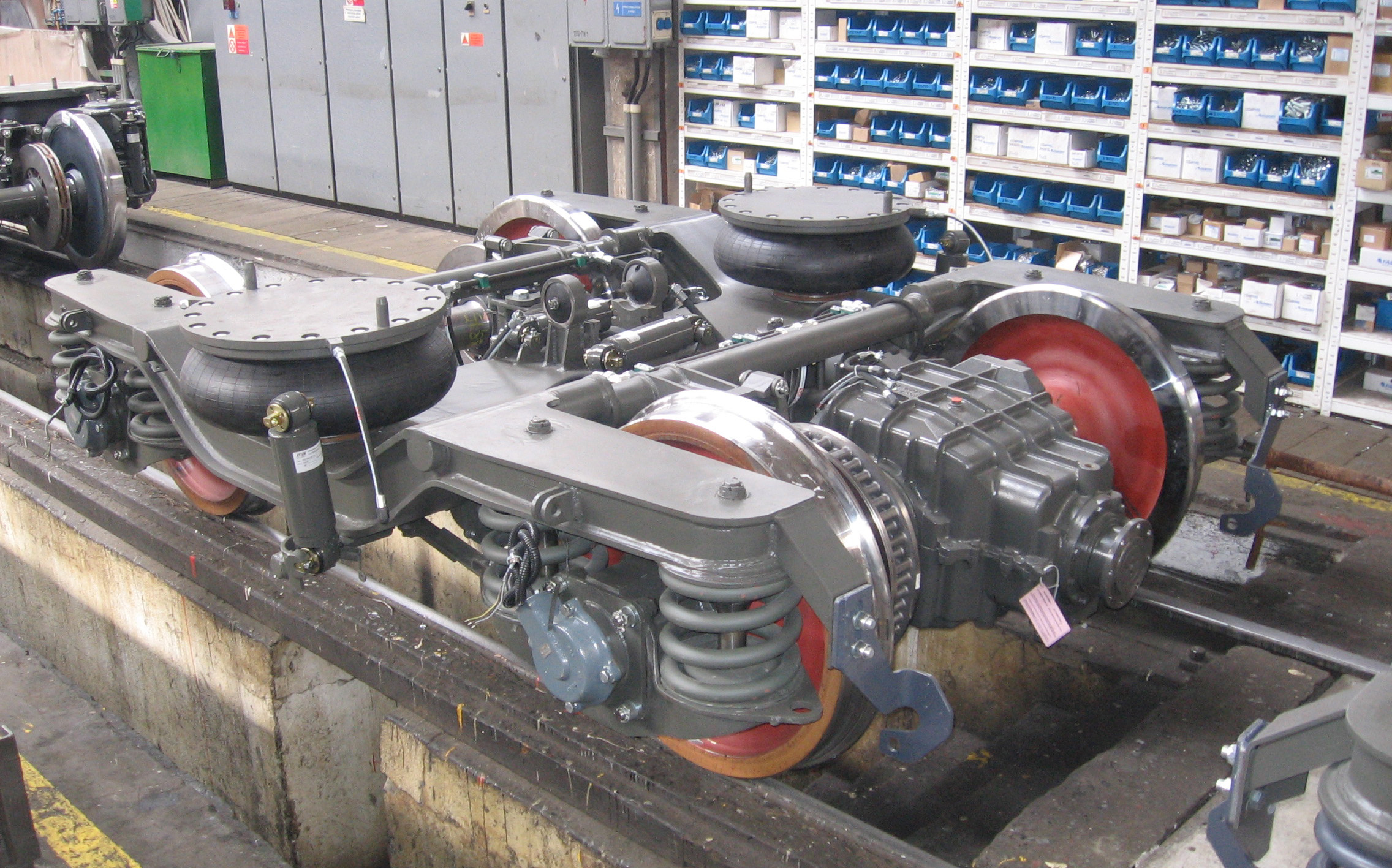
Luftfederung an einem Drehgestell

Moderne Personenwagen und Triebwagen (z. B. ICE 2) verfügen über eine Luftfederung zwischen Drehgestell und Wagenkasten. Sie dient hauptsächlich der Verbesserung des Fahrkomforts sowie zur automatischen Niveauregulierung, diese gewährleistet eine gleichbleibende Höhe des Wagenbodens über der Schienenoberkante. Die gleichbleibende Höhe sorgt vor allem bei Zügen des Personennahverkehrs dafür, dass oftmals der Wagenboden in einer Ebene mit der Bahnsteigkante liegt, um so einen barrierefreien Zugang für Rollstuhlfahrer zu ermöglichen.
Darüber hinaus wird der Luftdruck in allen Federbälgen ermittelt und an die Fahrzeugsteuerung gemeldet. Hierdurch wird der aktuelle Beladungszustand ermittelt, dessen Änderung pro Halt im Nahverkehr bis zu 6 Tonnen pro Wagen betragen kann und über die Bremssteuerung eine automatische Lastabbremsung gesteuert, um ein Überbremsen zu vermeiden und eine gleichbleibende und bestmögliche Verzögerung zu erreichen.

## Luftfahrzeuge
Das Luftschiff LZ 129 Hindenburg (Baujahr 1936) besaß luftgefederte Fahrwerksbeine.